# GoAir
GoAir（ゴーエア）は、かつて存在したインドの格安航空会社。

## 概要
2005年11月に運航開始。競合のIndiGoやスパイスジェットとは異なり、インド国内線のみに就航している。
2013年6月30日のインド地元紙に今後、同社乗務員の新規雇用を女性に重点を置いて採用すると発表。この方針は男女の体重差で運用自重を減らして燃料費の削減を狙う目的で実施される。そのほかにも機内搭載物の軽減も検討している。
2023年5月3日、プラット・アンド・ホイットニーからのエンジン供給停止により財政難に直面し、運航を停止し裁判所に破産を申請した。

## 運航機材

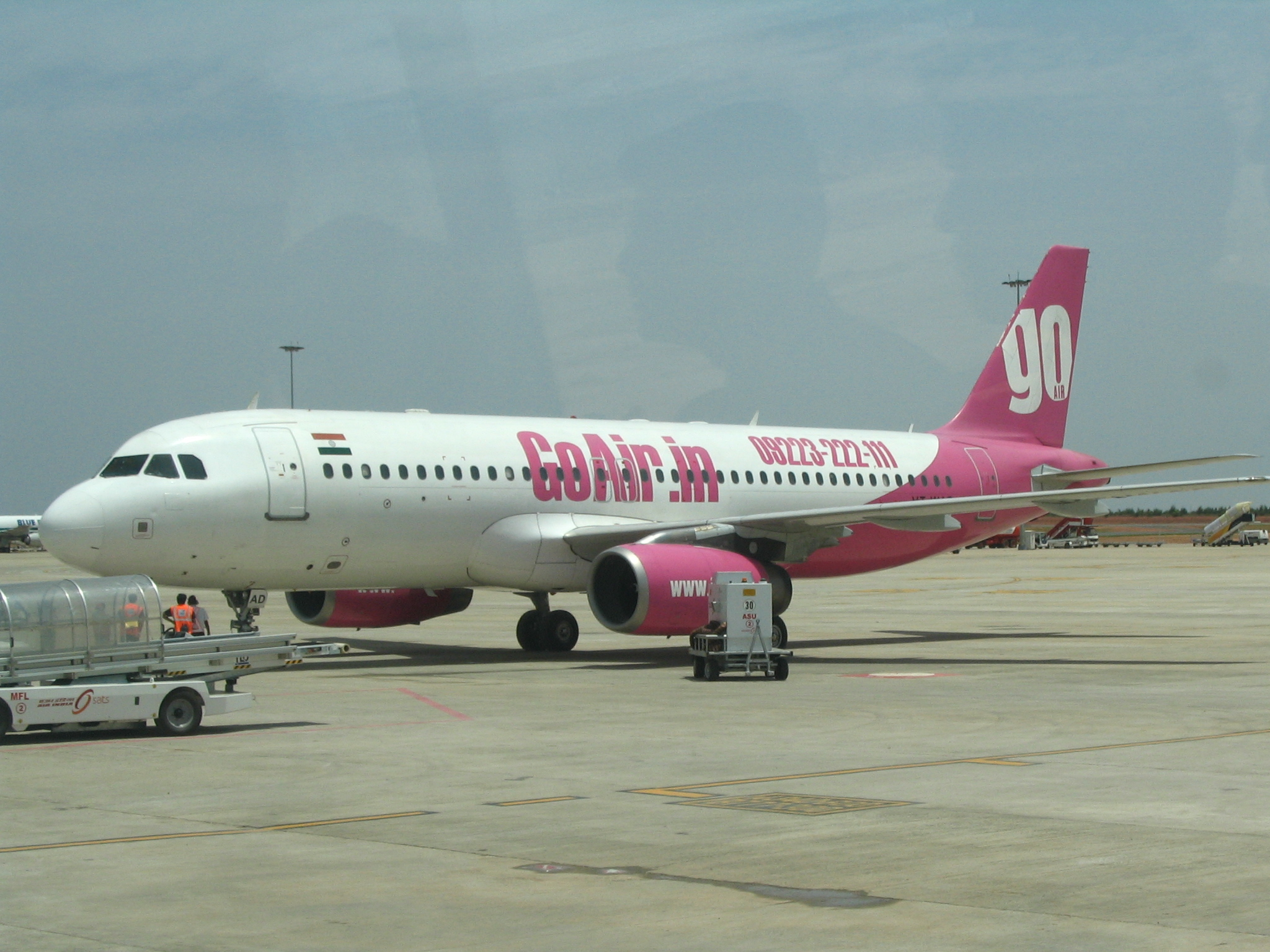
GoAirの機体

2021年8月現在
| 機材名          | 受領済 | 発注済 | 座席数 | 特記 |
| --------------- | ------ | ------ | ------ | ---- |
| Airbus A320-200 | 11     | —      | 180    |      |
| Airbus A320neo  | 47     | 96     | 186    |      |
| Total           | 58     | 96     |        |      |

## 就航都市
2017年12月現在
| GoAir 就航都市 (2017年12月現在)    | GoAir 就航都市 (2017年12月現在) | GoAir 就航都市 (2017年12月現在)                       | GoAir 就航都市 (2017年12月現在) |
| ---------------------------------- | ------------------------------- | ----------------------------------------------------- | ------------------------------- |
| 州・国名                           | 都市                            | 空港名                                                | 特記                            |
| インド 国内線                      |                                 |                                                       |                                 |
| デリー首都圏                       | デリー                          | インディラ・ガンディー国際空港                        | ハブ空港                        |
| アッサム州                         | グワーハーティー                | ロクプリヤ・ ゴピナート・ボルドロイ国際空港           | —                               |
| ビハール州                         | パトナ                          | ジャイ・プラカシュ・ナラヤン国際空港                  | —                               |
| チャンディーガル連邦直轄領         | チャンディーガル                | チャンディーガル空港                                  | —                               |
| ゴア州                             | ゴア                            | ダボリム空港                                          | —                               |
| グジャラート州                     | アフマダーバード                | サルダール・ヴァッラブバーイー・パテール国際空港      | —                               |
| ジャンムー・カシミール州           | ジャンムー                      | ジャンムー空港                                        | —                               |
| ジャンムー・カシミール州           | レー                            | クショク・バクラ・リンポチェ空港                      | —                               |
| ジャンムー・カシミール州           | シュリーナガル                  | シュリーナガル空港                                    | —                               |
| ジャールカンド州                   | ラーンチー                      | ブリサムンダ空港                                      | —                               |
| カルナータカ州                     | ベンガルール                    | ケンペゴウダ国際空港                                  | ハブ空港                        |
| ケーララ州                         | コーチ                          | コーチ国際空港                                        | —                               |
| マハーラーシュトラ州               | ムンバイ                        | チャトラパティ・シヴァージー国際空港                  | ハブ空港                        |
| マハーラーシュトラ州               | ナーグプル                      | ドクター・バーバー・サーハブ・ アンベードカル国際空港 | —                               |
| マハーラーシュトラ州               | プネー                          | プネー国際空港                                        | —                               |
| マニプル州                         | インパール                      | インパール国際空港                                    | —                               |
| オリッサ州                         | ブヴァネーシュヴァル            | ビジュー・パトナイク国際空港                          | —                               |
| パンジャーブ州                     | アムリトサル                    | シュリー・グル・ラーム・ダース・ジー国際空港          | —                               |
| ラージャスターン州                 | ジャイプール                    | ジャイプール国際空港                                  | —                               |
| タミル・ナードゥ州                 | チェンナイ                      | チェンナイ国際空港                                    | ハブ空港                        |
| テランガーナ州                     | ハイデラバード                  | ラジーヴ・ガンディー国際空港                          | —                               |
| ウッタル・プラデーシュ州           | ラクナウ                        | チョードリー・チャラン・シン空港                      | —                               |
| 西ベンガル州                       | シリグリ（バグドグラ）          | バグドグラ空港                                        | —                               |
| 西ベンガル州                       | コルカタ                        | ネータージー・スバース・チャンドラ・ボース国際空港    | ハブ空港                        |
| アンダマン・ニコバル諸島連邦直轄領 | ポートブレア                    | ビアー・サバーカー国際空港                            | —                               |
| 国内線23都市                       |                                 |                                                       |                                 |